# 818
818 (DCCCXVIII) fue un año común comenzado en viernes del calendario juliano, en vigor en aquella fecha.

## Acontecimientos
- Marzo: Revuelta del Arrabal en Córdoba contra el emir omeya Al-Hakam I. Refugiados árabes andaluces llegan a Fez.[1]
- 17 de abril - El rey Bernardo de Italia, hijo ilegítimo de Pipino de Italia, es juzgado y condenado a muerte por el emperador Ludovico Pío. El reino de Italia es reabsorbido al Imperio Franco.

## Nacimientos
- Ariwara no Yukihira, poeta y noble japonés (m. 893)

## Fallecimientos
- Félix de Urgel.
- Teófanes el Confesor, monje bizantino.
- 17 de abril - Bernardo de Italia, rey de Italia. (n. 797)
- 3 de octubre - Ermengarda, reina de los francos.